# Peter J. Twin
Peter John Twin (* 26. Juli 1937 in London) ist ein britischer experimenteller Kernphysiker.
Twin war ab 1964 Lecturer an der University of Liverpool, wo er ab 1987 Senior Lecturer und Sir James Chadwick Professor für Experimentalphysik war. 1997 bis 2001 war er Lyons Jones Professor für Physik. Außerdem war er am Daresbury Laboratory, wo er 1983 bis 1988 die Gruppe für Kernstruktur leitete.
1986 entdeckte er superdeformierte Kerne mit hohem Spin (Yrast-Linie im Gammaspektrum). Daniel Kleppner zählte die Entdeckung 1991, neben der Entdeckung großräumiger Strukturen im Kosmos (wie der extrem glatte  CMB), Hochtemperatursupraleitung, Laserkühlung von Atomen/Atomoptik, Buckyballs und Supernova 1987 A zu den Wichtigsten in der Physik in den letzten fünf Jahren. Im Rückblick wurde das Phänomen auch schon 1962 bei der Entdeckung spontaner Spaltung von Isomeren in schweren Kernen durch Sergei Michailowitsch Polikanow beobachtet.
1991 erhielt er den Tom-W.-Bonner-Preis für Kernphysik. 1991 erhielt er den Wetherill Award des Franklin Institute für experimentelle Untersuchungen an superdeformierten Kernen. 1993 wurde er zum Fellow der Royal Society gewählt. 2004 erhielt er den Lise-Meitner-Preis mit Bent Herskind.